# Catherine Walker
Pour les articles homonymes, voir Walker.
Catherine Walker, née en 1975 à Dublin, est une actrice irlandaise.

## Filmographie
- 1994 : Skates (court métrage)
- 1996 : Pteranodon (court métrage) : Catherine
- 2003 : Conspiracy of Silence : Sinead
- 2005 : Holby City (série télévisée) : Jodie Maxwell (5 épisodes)
- 2005 : Animals (téléfilm documentaire) : Samantha Laverick
- 2006 : Perfect Day: The Funeral (mini-série) : Niamh
- 2007 : Meurtres en sommeil (Waking the Dead) (série télévisée) : Lisa Tobin (2 épisodes)
- 2007 : Northanger Abbey (téléfilm) : Eleanor Tilney
- 2007 : Losing Her (court métrage) : Helen
- 2008 : BitterSweet (série télévisée) : Gerry
- 2009 : Inspecteur Lewis (série télévisée) : Fiona McKendrick
- 2007-2009 : The Clinic (série télévisée) : Alice O'Brien : (19 épisodes)
- 2009 : Easier Ways to Make a Living (court métrage) : Rosie
- 2010 : Donne-moi ta main (Leap Year) : Kaleigh
- 2010 : The Silence (en) (mini-série) : Sarah Casey
- 2011 : Ferocious Planet (téléfilm) : Dr. Karen Fast
- 2013 : Dark Touch : Maud
- 2013 : Life of Crime (mini-série) : Carol Deans
- 2013 : Debris (court métrage) : Catherine
- 2013 : Strike Back (série télévisée) : Mairead McKenna[1] (3 épisodes)
- 2013 - ... : Shetland (Série télévisée) : Alice
- 2014 : Patrick's Day : Karen Prescott
- 2015 : Critical (en) (série télévisée) : Ms. Fiona Lomas (9 épisodes)
- 2016 : A Dark Song : Sophia
- 2017 : Acceptable Risk (série télévisée) : Deirdre Kilbride (4 épisodes)
- 2017 : The Delinquent Season : Yvonne
- 2017-2018 : Versailles (série télévisée) : Françoise de Maintenon[2] (19 épisodes)
- 2018 : Rig 45 (série télévisée) : Andrea
- 2018 : We Ourselves
- 2018 : Cellar Door : Bly
- 2021 : House of Gucci de Ridley Scott : Anna Wintour
- 2023 : Napoléon de Ridley Scott : Marie-Antoinette d'Autriche

## Récompenses
- Irish Times Theatre Awards (en)